# Chiado
Chiado és una plaça que alhora denomina el barri de la ciutat de Lisboa que l'envolta. És entre el Bairro Alto i la Baixa. Als cafès d'aquesta zona s'acostumaven a reunir els intel·lectuals portuguesos de finals del segle xix i principis del XX. Un dels atractius turístics de la plaça és l'estàtua del poeta portuguès Fernando Pessoa, obra de Lagoa Henriques. En els magatzems del Chiado es troba un centre comercial, així com el Museu de Chiado. El 25 d'agost de 1988 tingué lloc l'incendi del Chiado, i el barri va haver de ser reconstruït per l'arquitecte Álvaro Siza Vieira.